# Hyrule Warriors: Age of Calamity
Hyrule Warriors: Age of Calamity (también conocido como Zelda Musou Yakusai no Mokushiroku en Japón y Hyrule Warriors: La Era del Cataclismo en España) es un videojuego del género hack and slash desarrollado por Koei Tecmo y Omega Force, y distribuido por Nintendo para la consola Nintendo Switch.  El videojuego fue lanzado el 20 de noviembre de 2020 para la consola Nintendo Switch.
Es una secuela espiritual de Hyrule Warriors de 2014, mientras que su historia actúa como una precuela de The Legend of Zelda: Breath of the Wild de 2017. Al igual que el Hyrule Warriors original, Age of Calamity es un crossover que mezcla el mundo y los personajes de la serie The Legend of Zelda de Nintendo con la jugabilidad de la serie Dynasty Warriors de Koei Tecmo. La historia del juego describe al «Gran Cataclismo» que se aludió anteriormente en Breath of the Wild, narrando la gran guerra que ocurrió entre el ejército hyliano con ayuda de las cuatro tribus de Hyrule, contra las fuerzas de Ganon.

## Argumento

### Ubicación en la serie
Age of Calamity es un spin-off de la saga de videojuegos de Nintendo, The Legend of Zelda. A diferencias de otros spin-offs de la serie, Age of Calamity es un videojuego canónico tomando lugar en la cronología oficial de la saga. El videojuego tiene lugar 100 años antes de los eventos de The Legend of Zelda: Breath of the Wild, en una línea de tiempo alterna.

### Sinopsis
La historia comienza durante el «Gran Cataclismo» con Ganon arrasando al reino de Hyrule, cuando un pequeño guardián, llamado Terrak, viaja al pasado antes de que esos eventos tomen lugar. En el pasado, el rey Rhoam se dirige al ejército de Hyrule para preparar la defensa del reino de una invasión por parte de los esbirros de Ganon. Durante la invasión, Link encuentra a Terrak, quien usa la tecnología Sheikah y hace emerger una torre del suelo dispersando a los invasores. Tras la batalla, los ingenieros Sheikah se llevan a Terrak para estudiarlo, descubriendo que viene del futuro donde Ganon ha resurgido y diezmado al reino.

## Doblaje
| Personaje       | Seiyū              | Doblaje en inglés   | Doblaje Latinoamérica   |
| --------------- | ------------------ | ------------------- | ----------------------- |
| Princesa Zelda  | Yû Shimamura       | Patricia Summersett | Jessica Ángeles         |
| Rey Rhoam       | Hiroshi Naka       | Bill Rogers         | Octavio Rojas           |
| Impa            | Shôko Tsuda        | Andi Gibson         | Marisol Romero          |
| Daruk           | Kôji Takeda        | Joe Hernandez       | Ricardo Tejedo          |
| Urbosa          | Rei Shimoda        | Elizabeth Maxwell   | Kerygma Flores          |
| Mipha           | Mayu Isshiki       | Amelia Gotham       | Alondra Hidalgo         |
| Revali          | Noboru Yamaguchi   | Sean Chiplock       | Enzo Fortuny            |
| Gran Árbol Deku | Hideaki Nonaka     | Sean Chiplock       | Rubén Moya              |
| Prunia          | Ayano Shibuya      | Kate Higgins        | Lupita Leal             |
| Maestro Kogg    | Atsuyoshi Miyazaki | Erik Braa           | Alan Bravo              |
| Obab            | Miho Hino          | Cristina Vee        | Miguel Ángel Ruiz       |
| Rotver          | Kenichiro Matsuda  | Jacob Craner        | Roberto Salguero        |
| Aster           |                    | Jonathan Lipow      | Arturo Cataño           |
| Sidon           | Kōsuke Ōnishi      | Jamie Mortellaro    | Pepe Toño Macías        |
| Yunobo          | Miyuki Kobori      | Joe Hernandez       | Alan Fernando Velázquez |
| Teba            | Takuya Masumoto    | Sean Chiplock       | Edson Matus             |
| Riju            | Arisa Sakuraba     | Elizabeth Maxwell   | Monserrat Mendoza       |

## Sistema de juego
Age of Calamity es un videojuego del género hack and slash (también conocido como musou) que incluye elementos de la saga de videojuegos de Nintendo The Legend of Zelda. El juego presenta el mismo motor de juego que Breath of the Wild, teniendo como jugabilidad básica el participar en batallas a gran escala contra enemigos con acciones estratégicas como capturar bases y comandar tropas. Además de conservar los sistemas de combate, fabricación de materiales y mejora de armas de Hyrule Warriors, el juego incorpora la resolución de acertijos ambientales y el uso de la tableta Sheikah de Breath of the Wild.
El mapa de Age of Calamity es una réplica del de Breath of the Wild, sirviendo también como un menú de selección de fases. Además en el juego al igual que en Breath of the Wild se puede cocinar, cambiar de atuendos, buscar kologs y completar misiones secundarias. Las armas en Age of Calamity a diferencia de su predecesor son irrompibles y pueden mejorarse. El juego también tiene compatibilidad con las figuras Amiibo de Nintendo, que al ser escaneadas por el jugador otorga recompensas.
El videojuego cuenta con 18 personajes jugables, en los que se incluyen a Link, la princesa Zelda, la guerrera Sheikah, Impa, y los cuatro campeones Daruk, Urbosa, Revali y Mipha. Además las cuatro bestias divinas también pueden ser controladas por el jugador. Mientras que como villanos se han confirmado al Maestro Kogg junto al Clan Yiga.

## Desarrollo
El juego se reveló a través de un avance que se lanzó el 8 de septiembre de 2020, presentado por Eiji Aonuma. El juego recicla muchos de los escenarios, modelos de personajes y recursos artísticos, con Koei Tecmo creando una experiencia de juego centrada en el combate presentado en Dynasty Warriors.
Según Hayashi, el juego se hizo realidad cuando Aonuma se le acercó para hacer un nuevo juego de Hyrule Warriors retratando los eventos ocurridos durante el Cataclismo, que no se mostraron a fondo en Breath of the Wild. Los desarrolladores de Koei Tecmo trabajo de cerca con los desarrolladores de Zelda de Nintendo, quienes brindaron asistencia y asesoramiento con la dirección del juego, los gráficos, el mundo y los diálogos del juego.

### Contenido descargable
En un Nintendo Direct de febrero de 2021, se anunció que el juego iba a tener un pase de expansión. La primera parte del contenido descargable, denominado Pulse of the Ancients, incluía nuevos tipos de armas, enemigos, desafíos, un guardián como personaje jugable y la Master Cycle para Zelda. Mientras que Guardian of Remembrance aumentaba el catálogo de personajes, escenarios y nuevas habilidades de combate.

## Recepción

### Crítica
Age of Calamity fue elogiado por su jugabilidad, sistemas de combate e historia. Famitsu le dio una calificación de 36/40, siendo la segunda puntuación más alta de ese año para un juego de Nintendo Switch, siendo solamente superado por Animal Crossing: New Horizons. Axel Christiansen de La Tercera calificó a la banda sonora del juego como increíble y alaba que la historia este centrada en la travesía de la princesa Zelda y no en la de Link, describiéndolo como el videojuego que le «hace el honor necesario al personaje que por décadas le ha dado nombre a la franquicia». Cam Shea de IGN lo nombró en su reseña como «una carta de amor a Breath of the Wild».
Scott Baird de Screen Rant declaró que el juego «ofrece una mirada fascinante al mundo de Breath of the Wild junto con una gran jugabilidad», elogiando el sistema de combate y declarando que el juego «rara vez se siente repetitivo o aburrido». Sin embargo criticó a la cámara ya que «tiende a atascarse durante las etapas interiores, lo que resulta frustrante». Martin Robinson de Eurogamer lo describió como «el mejor musou hasta ahora».
El juego fue criticado por sus debilidades técnicas, especialmente notables en el modo portátil y la consola Nintendo Switch Lite. Las principales críticas fueron el rendimiento inestable y la caída de los fotogramas por segundo. También fue criticado por la baja calidad de las texturas, baja visión del paisaje, el control de la cámara y los problemas de optimización en el modo multijugador.